# Sân bay Torit
Sân bay Torit (IATA: n/a, ICAO: HSTR) là một sân bay ở thành phố Torit, thủ phủ bang Đông Equatoria của Nam Sudan.

## Vị trí
Sân bay Torit nằm gần biên giới quốc tế với Uganda. Sân bay nằm ở phía đông bắc của khu trung tâm thành phố.
Vị trí này cách Sân bay Quốc tế Juba khoảng 120 km (75 mi) về phía đông. Sân bay Torit nằm ở độ cao 615 mét (2.018 ft) trên mực nước biển và có một đường băng không trải nhựa.